# Томас Тухель
Томас Тухель (нім. Thomas Tuchel, нар. 29 серпня 1973, Крумбах) — німецький футболіст, що грав на позиції захисника. По завершенні ігрової кар'єри — футбольний тренер.
Як гравець насамперед відомий виступами за клуби «Штутгартер Кікерс» та «Ульм 1846».

## Ігрова кар'єра
У дорослому футболі дебютував 1992 року виступами за команду клубу «Штутгартер Кікерс», в якій провів один сезон.
1994 року перейшов до клубу «Ульм 1846», за який відіграв 4 сезони. Завершив професійну кар'єру футболіста виступами за команду «Ульм» у 1998 році.

## Кар'єра тренера
Розпочав тренерську кар'єру, повернувшись до футболу після тривалої перерви, 2009 року, очоливши тренерський штаб клубу «Майнц 05», в якому пропрацював до 2014.
Влітку 2015 року став наступником Юргена Клоппа на посаді головного тренера дортмундської «Боруссії». Влітку 2017 року залишив пост головного тренера. 
У 2018—2020 роках працював головним тренером «Парі Сен-Жермен».
На початку 2021 року змінив Френка Лемпарда на посаді головного тренера «Челсі». 7 вересня 2022 року був несподівано звільнений з посади через емоції нового власника «синіх» Тодда Болі (був сотий день правління американця). 
24 березня 2023 року Тухель очолив мюнхенську«Баварію».
З 1 січня 2025 року очолив національну збірну Англії.

## Досягнення
«Боруссія» (Дортмунд)
- Володар Кубка Німеччини (1): 2016–17

 «Парі Сен-Жермен»
- Володар Суперкубка Франції (2): 2018, 2019
- Чемпіон Франції (2): 2018–19, 2019–20
- Володар Кубка Франції (1): 2019–20
- Володар Кубка французької ліги (1): 2019–20
- Фіналіст Ліги чемпіонів УЄФА (1): 2019–20

 Челсі
- Переможець Ліги чемпіонів УЄФА (1): 2020–21
- Переможець Суперкубка УЄФА (1): 2021
- Переможець клубного чемпіонату світу (1): 2021
- Фіналіст Кубка Англії (2): 2020–21, 2021–22
- Фіналіст Кубка Футбольної ліги (1): 2021–22

 «Баварія»
- Чемпіон Німеччини (1): 2022–23